# Ісківці (Миргородський район)
І́сківці — село в Україні, у Миргородському районі Полтавської області. Населення становить 744 осіб. Входить до складу Сенчанської сільської громади.

## Географія
Село Ісківці розташоване на берегах річки Сулиця, вище за течією на відстані 2,5 км розташоване село Овдіївка, нижче за течією на відстані 1 км розташоване село Скоробагатьки

## Історія
Засноване 1666 року як хутір для панських робітників[джерело?].
Вперше згадуються в переписних книгах 1666 як село Юшківці Сенчанської (Счнецької) сотні Лубенського полку. 1688 універсалом лубенського полковника Леонтія Свічки надані сенчанському сотникові Леонтію Васильовичу Слюзу. 1690 універсалом гетьмана І. Мазепи і царською грамотою підтверджені. 1710 універсалом від гетьмана І. Скоропадського дані у володіння його дружині Марії Павлівні. 1729 — 26 дворів, власниками села Юсківці були вдова Марія та її син значковий товариш Семен Слюзи. З 1802 року село — у складі Полтавської губернії. За переписом 1859 року в селі 197 дворів, де мешкають 1188 осіб, два ярмарки на рік. 1863 Юсківці Сенчанські — центр волості Лохвицького повіту, 243 двори, де мешкають 1599 осіб, дерев'яна Покровська церква, винокурний завод. 1888 року — 396 господарств, 2038 жителів, з них письменних 34 чоловіків і 4 жінки. 1866 року засноване двокомплектне початкове училище, у якому навчалося 60 хлопчиків. 1888 року збудоване нове приміщення училища. 1910 — 379 господарств, 2086 жителів, з них писемних чоловіків — 439, жінок — 104. Діяло 12 вітряків, дві лавки. Під час першої російської революції 1905—1907 років у селі організовано осередок «Селянської спілки». В економії поміщика Пишненка відбулося декілька селянських заворушень. Сім'ї активних учасників цих подій були вислані на поселення в Сибір.
Під час організованого радянською владою Голодомору 1932—1933 років помер щонайменше 571 житель села.
До 2020 року орган місцевого самоврядування — Ісковецька сільська рада.

## Населення

### Мова
Розподіл населення за рідною мовою за даними перепису 2001 року:
| Мова            | Кількість | Відсоток |
| --------------- | --------- | -------- |
| українська      | 722       | 97.04%   |
| російська       | 19        | 2.56%    |
| румунська       | 2         | 0.27%    |
| інші/не вказали | 1         | 0.13%    |
| Усього          | 744       | 100%     |

## Економіка
- Птахо-товарна ферма.
- ТОВ «Авангард».

## Об'єкти соціальної сфери

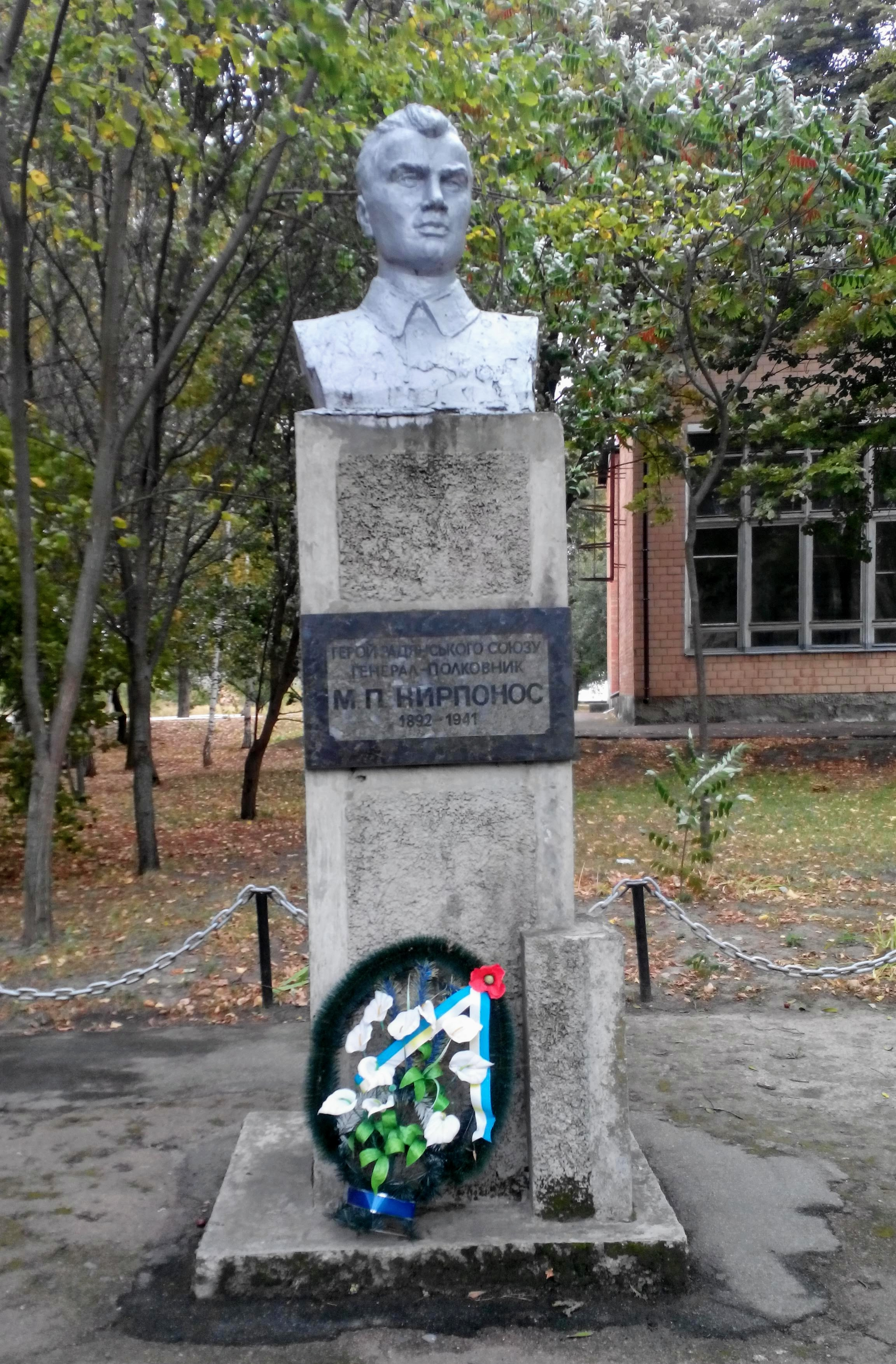
Пам'ятник-бюст Герою Радянського Союзу, командуючому військами Південно-Західного фронту М. П. Кирпоносу

- Школа.
- Лікарня.